# Leutershausen
Leutershausen település Németországban, azon belül Bajorországban. Lakosainak száma 5689 fő (2023. december 31.).

## Népesség
A település népessége az elmúlt években az alábbi módon változott:
| Lakosok száma | 1482 | 2239 | 4732 | 5052 | 5488 | 5460 | 5578 | 5575 | 5650 | 5689 |
|               | 1875 | 1950 | 1975 | 1987 | 2012 | 2014 | 2016 | 2017 | 2021 | 2023 |